# Phomopsis scobina
Phomopsis scobina är en svampart som beskrevs av Höhn. . Phomopsis scobina ingår i släktet Phomopsis och familjen Diaporthaceae.   Inga underarter finns listade i Catalogue of Life.